# Chapelle Notre-Dame-des-Anges de Rochemaure
Pour les articles homonymes, voir Chapelle Notre-Dame-des-Anges.
La chapelle Notre-Dame-des-Anges est une chapelle située à Rochemaure, en France.

## Description
La chapelle est de style gothique provençal.

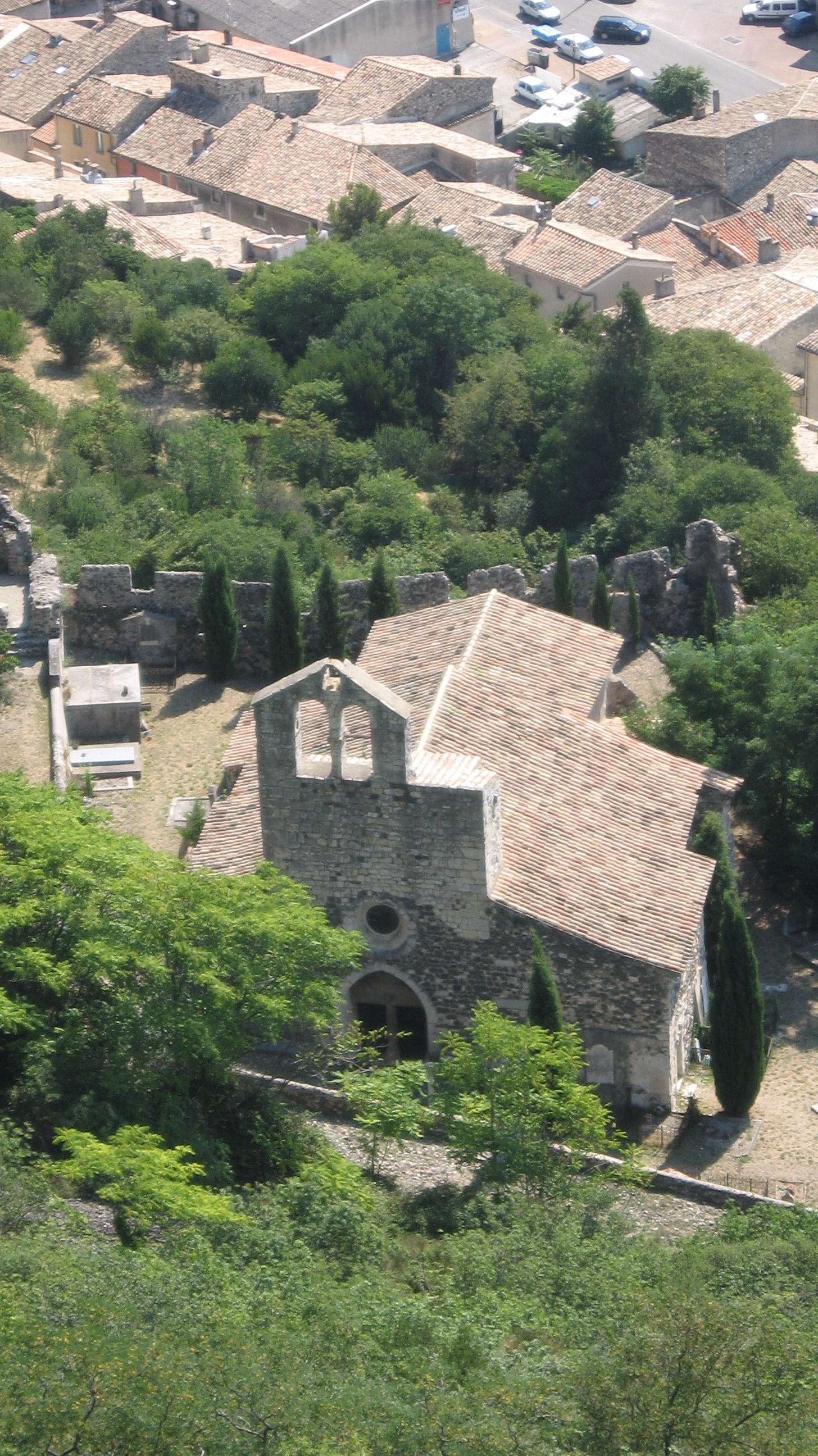
La chapelle depuis le château.

## Localisation
La chapelle est située sur la commune de Rochemaure, dans le département français de l'Ardèche.

## Historique
La chapelle a été bâtie au XIIIe siècle et reprise au XVIIe siècle. Elle souffre des guerres de Religion puisqu'elle est gravement endommagée en 1567 et n'est de nouveau propre à accueillir un culte qu'en 1596.
Elle est utilisée jusqu'en 1865 puis tombe lentement en ruine. En 1958, le campanile est ruiné et la végétation envahit l'édifice. Elle est alors remise en état au cours des années 1960.
L'édifice est inscrit au titre des monuments historiques en 1971.

## Doute sur les inscriptions de certaines tombes
La directrice des Archives nationales a fait un signalement au procureur de la République de Bobigny en septembre 2018 : un individu a falsifié un plan du XVIIIe siècle de l'église de Rochemaure conservé aux Archives nationales. La mention « chapelle de M. Cheynet de Beaupré » a été ajoutée.
Un ouvrage de 1958 indique que cette chapelle est en fait l’ancienne chapelle Saint-Jean-Baptiste, devenue par la suite le lieu de sépulture de la famille La Blache.

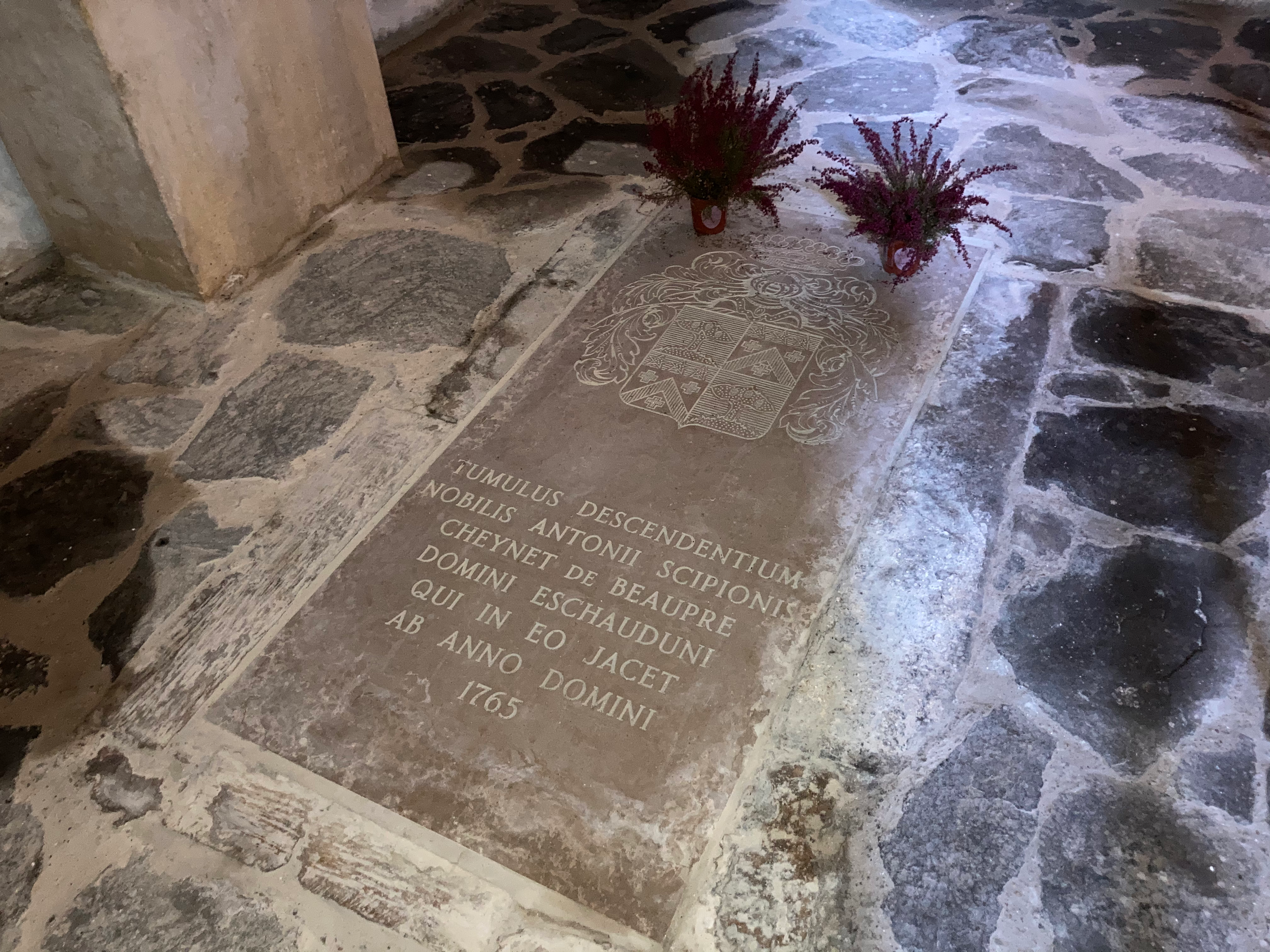
Stèle « Cheynet de Beaupré », dans la chapelle Notre-Dame des Anges à la suite de sa profanation.